# 3697 Guyhurst
3697 Guyhurst este un asteroid din centura principală, descoperit pe 6 martie 1984 de Edward Bowell.